# Pfarrkirche Niederleis

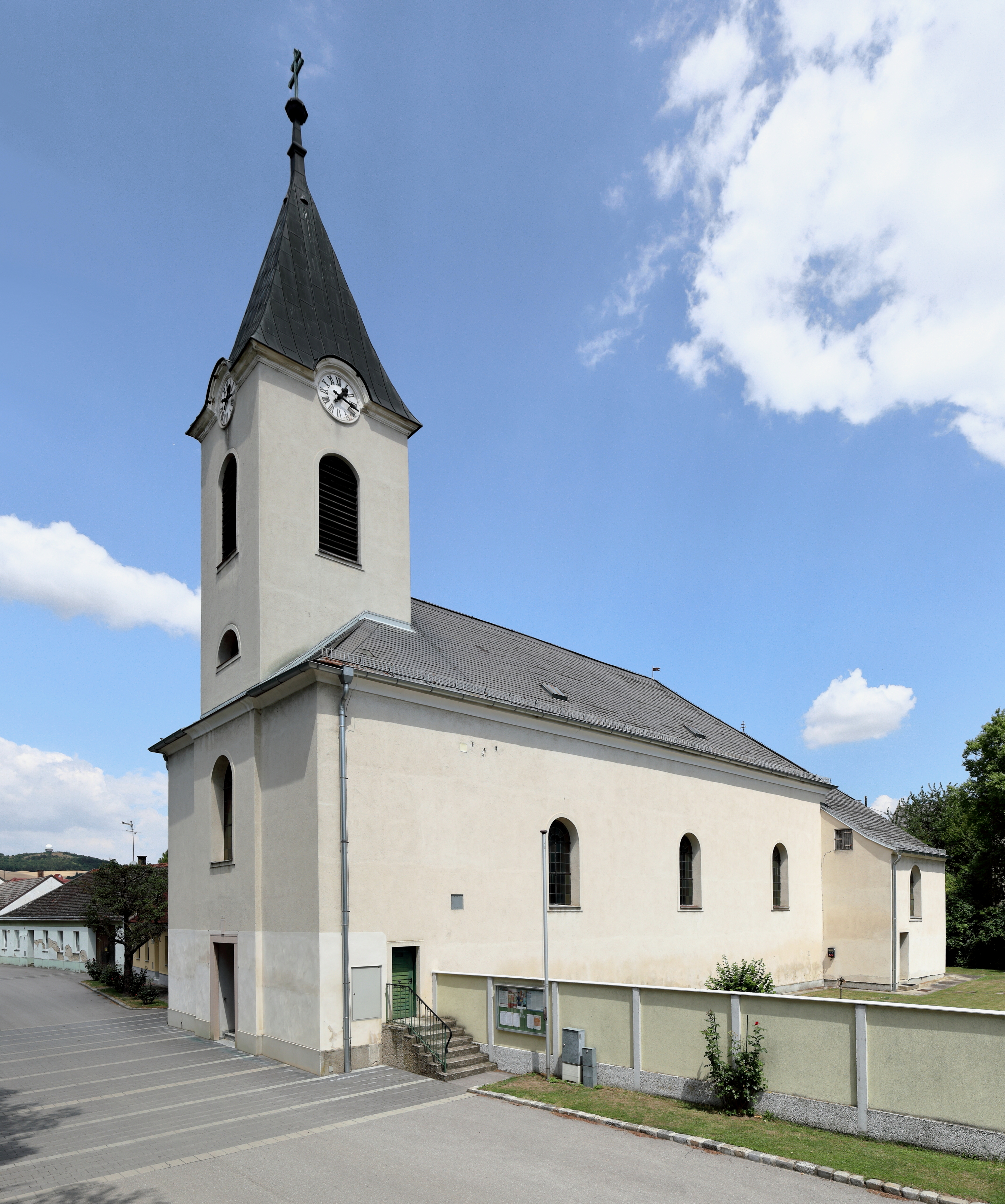
Pfarrkirche Mariä Himmelfahrt in Niederleis

Die römisch-katholische Pfarrkirche Niederleis steht im Süden der Ortschaft Niederleis am östlichen Ufer des Niederleiser Baches in der Gemeinde Niederleis im Bezirk Mistelbach in Niederösterreich. Sie ist dem Fest Mariä Himmelfahrt geweiht und liegt im Dekanat Stockerau im Vikariat Unter dem Manhartsberg der Erzdiözese Wien. Das Bauwerk steht unter Denkmalschutz (Listeneintrag).

## Geschichte
Um 1300 bestand in Niederleis ein Vikariat und 1560 wird erstmals die  Niederleis als landesfürstliche Pfarre urkundlich erwähnt. Anstelle der 1808 abgebrannten spätgotischen Pfarrkirche „Maria im Felde“ wurde zwischen 1810 und 1812 der heutige Kirchenbau errichtet. Im Jahr 1814 wurde die Kirche von Fürsterzbischof Sigismund Anton von Hohenwart zu Gerlachstein geweiht. Im Jahr 2010 feierte die Pfarre das 875-Jahr-Jubiläum ihrer Gründung. Gleichzeitig wurde die Innenrenovierung abgeschlossen. 2013 wurde der Platz vor der Pfarrkirche neu gestaltet und gepflastert.

## Architektur

### Kirchenäußeres
Die klassizistische Kirche ist ein schlichter Saalbau mit einspringendem, gerade geschlossenem Chor. Der Fassadenturm ist mit einem Zeltdach gedeckt. Im Süden und Osten schließen Anbauten an den Chor an.

### Kircheninneres
Das dreijochige Langhaus ist platzlgewölbt. Dazwischen sind Gurtbögen, die auf Wandpfeilern mit Vorlagen ruhen. Im Westen des Langhauses befindet sich eine marmorierte Empore aus Holz. Der Chorraum ist etwas erhöht. Darüber ist Platzlgewölbe.

## Ausstattung
Die klassizistische Ausstattung stammt aus der Bauzeit. Der barocke Hochaltar wurde in späteren Jahren neu gestaltet und besteht aus einer Mensa mit Tabernakel sowie adorierenden Engeln an der Wand der Apsis. Im Rahmen des ehemaligen Seitenaltarbildes befindet sich ein Kruzifix aus dem 19. Jahrhundert. Es wird von seitlichen Konsolfiguren des heiligen Johannes und der heiligen Maria flankiert. Das ehemalige Hochaltarbild Maria Himmelfahrt, ein Ölbild aus dem Anfang des 19. Jahrhunderts, ist seitlich rechts über dem Eingang zur Sakristei platziert.
Die Kanzel mit Reliefs stammt aus dem ersten Viertel des 19. Jahrhunderts. Die Ölbilder der heiligen Anna, des heiligen Joachim und des heiligen Karl Borromäus stammen aus der Zeit um 1800. Die Kreuzwegbilder wurden im 19. Jahrhundert von W. Jackl gemalt. Die Inschriftentafel, die mit „Paulus Leudolt“ bezeichnet ist, wurde 1750 geschaffen.
Eine gotische Monstranz aus dem Jahr 1506 befindet sich in Verwahrung. Auf ihr sind Figurendarstellungen der heiligen Maria mit Kind, des heiligen Petrus und des heiligen Johannes der Täufer.

## Orgel
Die Orgel stammt aus dem Jahr 1850 von Josef Loyp.

## Glocken
Die Glocke wurde 1646 von Leonhard Loew gegossen.